# Sealab 2021
Sealab 2021 (Brasil: Laboratório Submarino 2021) é uma série animada cômica americana exibida no Cartoon Network durante o bloco de animação adulta Adult Swim. Cada episódio tem duração de 15 minutos. Assim como Space Ghost de Costa a Costa, a série também usa cenas e animatics de uma animação da década de 70 feita por Hanna-Barbera, juntas com material original. Nesse caso, a série utilizada foi Sealab 2020 (Laboratório Submarino 2020), uma série animada pouco conhecida e uma das primeiras a possuir conteúdo ecológico. A série é uma produção conjunta dos estúdios 7030 Productions e Williams Street Studios. A série durou cinco temporadas, tendo sua produção cancelada por decisão da 7030.

## Premissa e personagens
No Sealab 2020, a tripulação do laboratório submarino pesquisava sobre a vida marinha e combatia eventuais perigos, como poluição e caçadores. De acordo com Sealab 2021, a tripulação ficou louca após permanecer um ano presa dentro do laboratório, e pouco a pouco foi deixando de lado as pesquisas. Assim como grande parte das animações do Adult Swim, a série usa o nonsense, o que leva a, entre outras coisas, ignorar a continuidade, já que o laboratório explode no final de quase todos os episódios.

### Personagens principais

#### Hank Murphy
O Capitão Hazel "Hank" Murphy é o líder da tripulação, mas é também o membro mais insano. Ao invés de executar seu cargo, ele prefere se dedicar a um programa de rádio-pirata ou brincar com seu fogão de brinquedo, entre outras coisas. Tem traumas de infância, como apanhar de garotos maiores, o que o leva a descontar sua fúria em qualquer um que ele acha que mereça. É totalmente egoísta. Há algumas evidências na série que apontam que ele seja homossexual, mas já foi mostrado que ele teve relações sexuais com Debora. Nos Estados Unidos, Hank era dublado por Harry Goz, que faleceu de câncer no dia 5 de Setembro em 2003. Seu personagem foi retirado da série, com a desculpa de que foi batalhar em uma "guerra pela especiaria", uma óbvia referência ao clássico Duna de Frank Herbert. Simplesmente o mais engraçado da trupe.

#### Tornado Shanks
Capitão Bellerophon "Tornado" Shanks assumiu o posto de capitão do Sealab após a saída do Capitão Hank. Bellerophon era treinador de um time de futebol americano e assumiu o cargo após ver um anúncio no jornal. Ele tem todas as características do seu antecessor, aliadas a uma personalidade típica do sul dos Estados Unidos. Seu sotaque sulista viria a ser abandonado, sob a justificativa de que 'todos pensavam que eu (Bellerophon) era gay'.

#### Débora
Débora (também conhecida como Débora Branca) é uma das poucas mulheres da tripulação. É uma biológa marinha. Ela segue o estereótipo da "loira burra". Ela tem uma relação sexual com o Dr. Joaquim e já dormiu com Hank ao menos uma vez. No decorrer da série, ela acaba se tornando religiosa e começava a corrigir as atitudes pecaminosas de todos os membros, apesar de sua total falta de experiência no assunto (ela acredita que Jesus era um menino de madeira que morava dentro de uma baleia).

#### Tempestade
Derek "Tempestade" Waters é o "rostinho bonito" do laboratório, e sua função na equipe nunca foi mostrada, já que ele apenas passeia pelo laboratório fazendo comentários estúpidos e ocasionalmente atrapalhando o serviço de alguém. É bem infantil a maior parte do tempo, e também é bem idiota.

#### Doutor Joaquim
O Doutor Joaquim é o mais inteligente de toda a equipe, visto que possui 5 títulos de doutorado em ciências, além de diversas patentes, sendo que algumas foram vendidas para o pagamento de dividas do "casamento em coma", do episódio "troca de cérebro". Aparenta ser também o que ainda possui mais sanidade. No episódio "Eu, Robô" é revelado que ele é um ciborgue; uma doença o fez transplantar seu cérebro em um corpo robótico, mas já que a continuidade não é respeitada, isso raramente é dito ao longo da série.

#### Faísca
Faísca opera os monitores e rádios do Sealab, e é o mais sarcástico da equipe. Nunca é visto sem seu fone de ouvidos ou fora da sua cadeira de escritório. Ele afirma que ele não é aleijado, apenas preguiçoso.

#### Marco
Marco Rodrigo Diaz de Vivar Gabriel Garcia Marquez é o engenheiro do Sealab. Seguindo o estereótipo latino, ele é musculoso e tenta se passar por um Don Juan. Já tentou seduzir todas as mulheres da tripulação (todas as 2), com pouco sucesso. Ele gosta muito da série CHiPs, o que é uma homenagem metalinguistica, já que ele é dublado nos Estados Unidos por Eric Estrada, outrora estrela do seriado.

#### Hesh
Hesh Hepplewhite raramente interage com os outros membros da tripulação, já que quase sempre aparece somente pelos monitores. É hiperativo e só fala na terceira pessoa.

### Dublagem Brasileira
- Capitão Hazel "Hank" Murphy - Guilherme Briggs
- Débora branca - Andrea Murucci
- Derek "Tempestade" Waters - Clécio Souto
- Doutor Joaquim  - Eduardo Borgerth
- Faísca - José Leonardo
- Marco Rodrigo Diaz de Vivar Gabriel Garcia Marquez - Mário Tupinambá Filho
- Hesh Hepplewhite - Ronalth Abreu